# 梁安世

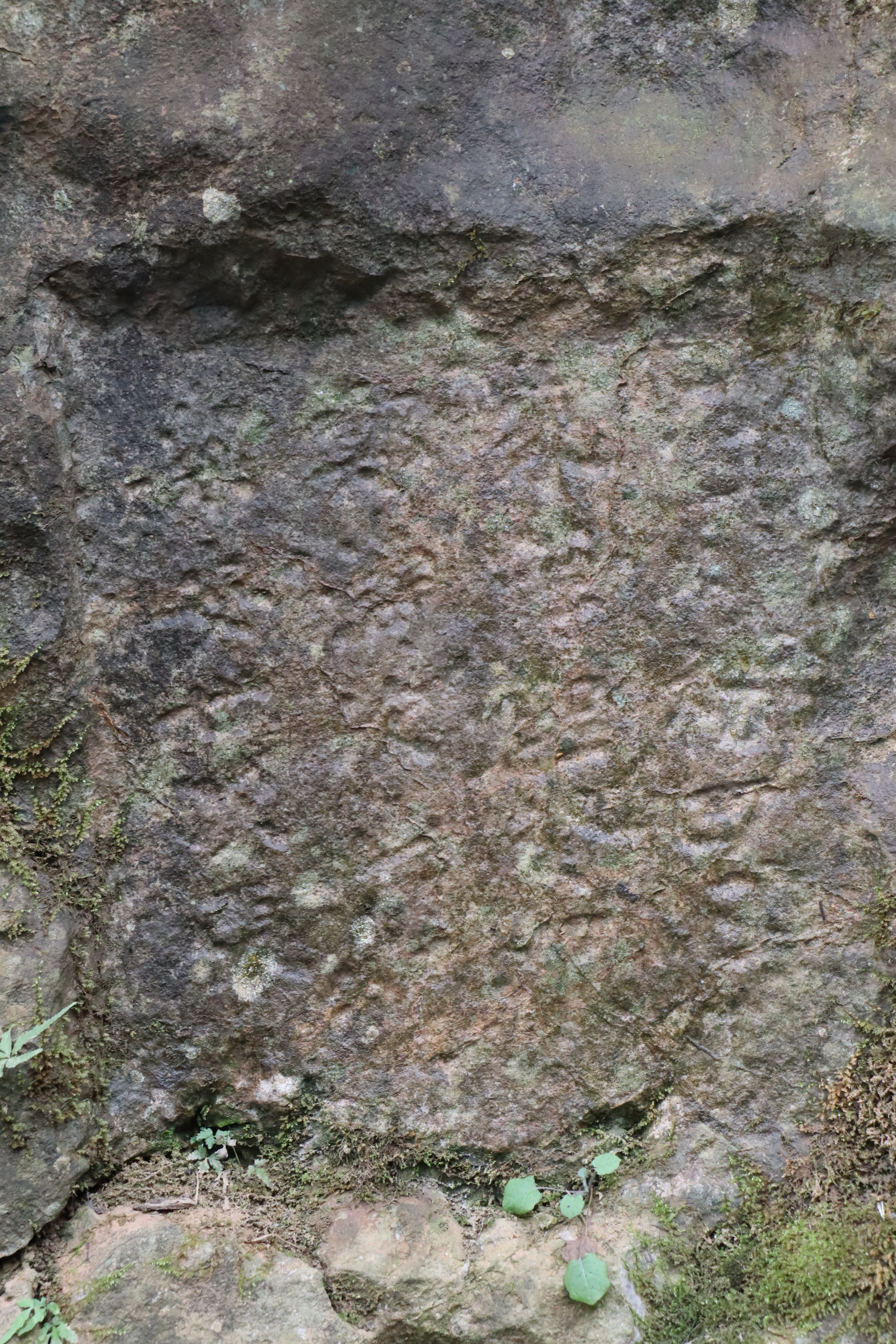
梁安世鄭濤淳熙癸卯（1183）在杭州定山風水洞題名：“梁安世次張、鄭濤次山偕來。淳熙癸卯六月初四日。”

梁安世，字次張。括蒼人（今浙江麗水），南宋官員。

## 生平
梁安世祖居麗水懿德鄉。父梁民懷，曾組織民兵抵禦方臘。紹興癸酉（1153）鄉試，紹興甲戌（1154）登科，時年十九歲。《處州府志》記載，梁安世鄉舉、登科之年有祥瑞，其居住地前的小溪流中流湧起，高二丈餘。紹興二十八年，任會稽縣尉。淳熙三年，為司農寺丞，權知韶州。至五年仍在任。淳熙六年，在任廣南西路轉運司判官（廣西運判），受命與安撫使劉焞一同商討廣西提刑司移治郁林事宜。